# Pelourinho de Lamas de Orelhão
O Pelourinho de Lamas de Orelhão localiza-se na freguesia de Lamas de Orelhão, município de Mirandela, distrito de Bragança, em Portugal.
Este pelourinho encontra-se classificado como Imóvel de Interesse Público desde 1933.